# Toskerien
Toskerien (på albanska Toskëri, Toskëria, på svenska även Sydalbanien), benämning på de av toskisktalande albaner bebodda områdena i Balkanhalvön.
Det andra etnografiska området är Gegerien.